# Кајетан фон Фелдер
Барон Кајетан фон Фелдер (Виден, 19. септембар 1814 — Беч, 30. новембар 1894) био је аустријски адвокат, ентомолог и либерални политичар. Био је градоначелник Беча од 1868. до 1878. године.

## Живот и каријера
Фелдер је рођен у Видену, данас четвртом округу Беча. Постао је сироче 1826. године, похађао је Гимназију опатије Зајтенштетен, као и школе у Брну и Бечу. Почео је да студира право на Универзитету у Бечу 1834. године. Правни стаж завршио је у Брну, а чиновнички у Бечу, докторирао је 1841.
Од 1835. године интензивно је путовао по западној и јужној Европи, углавном пешице, и учио стране језике. Од 1843. радио је и као асистент на академији Терезијанум и као судски тумач у Бечу, пре него што је 1848. положио аустријски правосудни испит, само неколико дана пре избијања Мартовске револуције. У октобру 1848. Фелдер је изабран у новоосновано општинско веће (Гемајндерат -  ) Беча, али је неколико месеци касније поднео оставку због политичких размимоилажења.
Током наредних десет година радио је као адвокат, водио сопствену канцеларију у Бечу и наставио своја студијска путовања. Отпутовао је на Оријент, у Африку, где се 1852. срео са младим Алфредом Бремом у Картуму, кроз источну Европу, до самог севера Норвешке и кроз Русију. Сакупио је велику колекцију буба и лептира. Године 1860. придружио се Академији наука Леополдина.
Године 1861, Фелдер је поново постао члан бечког Гемајндерата. За заменика градоначелника Беча изабран је 1863. године, а следеће године за шефа бечке Дунавске регулационе комисије.
Када је градоначелник Беча Андреас Зелинка умро на функцији 21. новембра 1868, Фелдер је изабран за његовог наследника 20. децембра, надмашивши свог амбициозног ривала Јулијуса фон Невалда. Подржан либералном већином у општинском већу, обављао је ову функцију скоро десет година: поново је биран 1871, 1874. и 1877. године. Од 1869. такође је био потпредседник Ландтага Доње Аустрије и члан аустријског Дома лордова, којег је именовао цар Франц Јозеф Први. Један од врхунаца Фелдеровог мандата било је подизање раскошне Бечке градске куће на булевару Рингштрасе из 1872. и отварање Светске изложбе 1873. године.
Међутим, у Бечком савету, либерали су се распадали и суочавали са све већим противљењем немачких националних и хришћанско-социјалних политичара као што је Карл Лугер. Коначно, у јулу 1878, Фелдер је дао оставку на функцију. Уздигнут у племићки чин Фрајхера, поново је био председник доњеаустријског Ландтага од 1880. до 1884. године, када је морао да се повуче из здравствених разлога.
У позним годинама, Фелдер се повукао у приватни живот. Скоро је ослепео због катаракте, али је објавио опсежне мемоаре. Умро је неколико недеља након свог осамдесетог рођендана и сахрањен је на гробљу Веидлинг.

## Научни рад
Фелдер је познат и по раду са Алојзом Фридрихом Рогенхофером и својим сином Рудолфом Фелдером. Они су написали књигу: Reise Fregatte Novara: Zoologischer Theil, Lepidoptera, Rhopalocera (Путовање фрегате Новара: Зоолошки део, Лепидоптера, Рхопалоцера) у три тома (1865–1867). Са својим сином Рудолфом, који се специјализовао за Лепидоптеру, сакупио је огромну ентомолошку колекцију која је депонована у Природњачком музеју у Бечу и Природњачком музеју у Лондону. Збирку од приближно 1.000 писама и разгледница послатих Фелдеру између 1856. и 1891. такође чува бечки музеј.

## Напомена
Што се тиче личних имена: Фрајхер је бивша титула (у преводу Барон). У Немачкој од 1919. чини део породичних имена. Облици женског рода су Фрајфрау и Фрајин.